# La loca de la casa (Rosa Montero)
La loca de la casa es un libro de la escritora Rosa Montero, publicado en 2003 por la editorial Alfaguara en Madrid. Es considerado una mezcla de géneros, de la novela, el ensayo y la autobiografía. Ha sido traducido a italiano, francés, griego, portugués, checo e inglés.

## Argumento
La imaginación es la loca de la casa.
Santa Teresa de Jesús.

De esta frase toma el nombre el libro, una obra sobre la creación literaria, la imaginación, la pasión y la vida. En esta publicación la autora señala la importancia de un requisito indispensable en todo escritor que se aprecie: “la capacidad de fabulacion, incluso hasta el delirio”.
Es una obra conformada por diecinueve capítulos que tratan de diferentes temas, entre ellos el miedo al fracaso, la ambición, el ansia de reconocimiento, la independencia del escritor, su relación con el poder, la memoria y la locura, en los que la autora reflexiona a base de supuestas anécdotas autobiográficas y referencias de otros autores, libros y temas.

## Premios[1]
- Premio Qué Leer 2004 al mejor libro del año.
- Premio Grinzane Cayour al mejor libro extranjero publicado en Italia en el 2005.
- Premio “Roman Primeur” de Saint Emilion, Francia en 2006.